# شاتيلون (إيطاليا)
شاتيلون، (بالإنجليزية: Châtillon)‏، هي بلدة و(بلدية) في منطقة وادي أوستا، في شمال غرب إيطاليا. تم تغيير اسمها إلى «كاستيجليون دورا» في عام 1939 أثناء الحكم الفاشي في إيطاليا. وقد عادت إلى اسمها القديم في عام 1946.

## السكان
في سنة 1861 بلغ عدد السكان 3٬134 نسمة، وتطور العدد ليصل في سنة 2011 لـ 4٬946 نسمة.
يظهر هذا المخطط البياني تطور النمو السكاني لـ شاتيلون (إيطاليا)

## أعلام
- دينيسي غراي